# Fernando Albuerne
Luis Fernando Albuerne Garcell  (n. 28 octombrie 1920, Sagua de Tánamo⁠(d), Holguín Province⁠(d), Cuba – d. 8 iulie 2000, Miami, Florida, SUA) a fost un cântăreț cubanez.